# Nadja Muradová
Nadja Muradová (Nadia Murad; 1993, Kočo, Sindžár, Irák) je jezídská lidskoprávní aktivistka. V roce 2014 byla unesena bojovníky Islámského státu. V roce 2018 obdržela Nobelovu cenu za mír.

## Život
Nadja Muradová se narodila ve vesnici Kočo v Iráku. Její rodina patřila k jezídské menšině, živili se zemědělstvím. V roce 2014 vesnici obklíčili teroristé z Islámského státu a při útoku, kdy přišlo o život na 600 mužů a chlapců, zabili také osm bratrů a matku Nadji. Celkem ztratila 18 členů rodiny. Nadju samotnou a její dvě sestry spolu s dalšími 150 ženami odvlekli z jejich vesnic do Mosulu a řadu měsíců je využívali jako sexuální otrokyně. V listopadu 2014 se jí díky pomoci jedné mosulské rodiny podařilo uprchnout. Později se dostala do německého Stuttgartu.
V prosinci 2015 promluvila v Radě bezpečnosti OSN o útoku proti jezídům, požádala přitom o jejich ochranu a zastavení genocidy.
Muradovou se rozhodla zastupovat právnička Amal Clooney, která chce vůdce Islámského státu dostat před Mezinárodní trestní soud v Haagu.
V roce 2018 jí, společně s konžským lékařem Denisem Mukwegem, byla udělena Nobelova cena za mír. Udělení ceny bylo zdůvodněno jejich bojem proti sexuálnímu násilí jako zbrani ve válkách.

## Ocenění
- Cena Václava Havla za lidská práva (2016)
- Sacharovova cena za svobodu myšlení (2016)[7]
- Nobelova cena za mír (2018)[1]